# Villanueva de las Manzanas
Villanueva de las Manzanas – gmina w Hiszpanii, w prowincji León, w Kastylii i León, o powierzchni 31,89 km². W 2011 roku gmina liczyła 522 mieszkańców.